# Ernest Legouvé
Gabriel Jean Baptiste Ernest Wilfrid Legouvé (Paris, 14 de fevereiro de 1807 – Paris, 14 de março de 1903) foi um dramaturgo francês.

## Vida
Filho do poeta Gabriel-Marie Legouvé (1764–1812), nasceu em Paris. Sua mãe morreu em 1810 e quase imediatamente depois seu pai foi removido para um asilo para lunáticos. A criança, porém, herdou uma fortuna considerável e foi cuidadosamente educada. Jean Nicolas Bouilly (1763–1842) foi seu tutor, e incutiu no jovem Legouvé uma paixão pela literatura, à qual o exemplo de seu pai e de seu avô, Jean-Baptiste Legouvé (1729–1783), o predispôs.
Já em 1829 ele conquistou um prêmio da Académie française por um poema sobre a descoberta da imprensa; e em 1832 publicou um curioso volume de versos, intitulado Les Morts Bizarres. Naqueles primeiros dias, Legouvé lançou uma sucessão de romances, dos quais Édith de Falsen teve um sucesso considerável. Em 1847 ele começou o trabalho pelo qual é mais lembrado, suas contribuições para o desenvolvimento e educação da mente feminina, dando palestras no College of France sobre a história moral das mulheres; esses discursos foram reunidos em um volume em 1848 e tiveram grande sucesso.
Legouvé escreveu consideravelmente para o palco e, em 1849, colaborou com AE Scribe em Adrienne Lecouvreur. Em 1855, ele trouxe sua tragédia de Médée, cujo sucesso teve muito a ver com sua eleição para a Académie française. Ele sucedeu a J. A. Ancelot, e foi recebido por Flourens, que se debruçou sobre as jogadas de Legouvé como sua principal reivindicação de consideração.
Com o passar do tempo, no entanto, ele se tornou menos proeminente como dramaturgo e mais como palestrante e propagandista sobre os direitos das mulheres e a educação avançada das crianças, em ambas as direções ele foi um pioneiro na sociedade francesa. Seu La Femme en France au XIXe siècle (1864), reeditado, muito ampliado, em 1878; seus Messieurs les enfants (1868), suas Conférences Parisiennes (1872), seus Nos filles et nos fils (1877) e sua Une Éducation de jeune fille (1884) foram obras de ampla influência na ordem moral.
Em 1886-1887 publicou, em dois volumes, seu Soixante ans de souvenirs, um excelente exemplar de autobiografia. Ele foi elevado em 1887 ao grau mais alto da Legião de Honra , e ocupou por muitos anos o cargo de inspetor-geral da educação feminina nas escolas nacionais. Legouvé sempre foi um defensor do treinamento físico. Ele foi por muito tempo considerado um dos melhores atiradores da França e, embora, por uma objeção de consciência, nunca tenha travado um duelo, fez da arte da esgrima o hobby de sua vida. Após a morte de Désiré Nisard em 1888, Legouvé tornou-se o "pai" da Académie française. Ele morreu em Paris em 1903.

## Obras
- 1829: La Découverte de l'imprimerie, poésie - Mon père, poesia
- 1830: Le Mérite des femmes
- 1832: Les Morts bizarres, poesia
- 1833: Max, romance
- 1834: Les Vieillards, romance
- 1838: Louise de Lignerolles, teatro
- 1840: Édith de Falsen, romance
- 1845: Guerrero ou la Trahison, teatro
- 1848: Histoire morale des femmes
- 1849: Adrienne Lecouvreur, teatro, com Eugène Scribe
- 1850: Les Contes de la reine de Navarre, teatro
- 1851: Bataille de dames, teatro, com Eugène Scribe
- 1855: Médée, théâtre - Par droit de conquête, teatro, com Eugène Scribe
- 1857: Le Pamphlet, théâtre - Les Deux Hirondelles de cheminée, poesia
- 1858: Les Doigts de fée, teatro
- 1860: Béatrix ou la Madone de l'art, romance
- 1861: Béatrix, théâtre - Un jeune homme qui ne fait rien, teatro
- 1864: La Femme en France au xixe siècle - Jean Reynaud, monografia
- 1865 Les Deux Reines de France, drama com coro, em quatro atos, em verso, música de Charles Gounod;[2]
- 1867: Miss Suzanne, teatro - Les Pères et les Enfants au xixe siècle, 2 vol.
- 1868: À deux de jeu, teatro
- 1871: Les Épaves du naufrage
- 1872: Conférences parisiennes
- 1873: Sully, monografia
- 1874: Eugène Scribe, monografia
- 1875: Monsieur Samson et ses élèves - L'Amour africain, opéra comique, com Émile Paladilhe - Nos Fils et nos Filles
- 1876: La Cigale chez les fourmis, théâtre, avec Eugène Labiche - La Fleur de Tlemcen, teatro
- 1876: Ma fille et mon bien, teatro
- 1877: L'Art de la lecture - Une séparation, teatro
- 1880: Anne de Kerviler, théâtre - Études et souvenirs de théâtre - Maria Malibran - Les Fastes Thiers, l'Apothéose
- 1881: La Lecture en action
- 1882: La Lecture en famille
- 1886: Soixante ans de souvenirs, J. Hetzel (Paris)
- 1887: Théâtre complet, 3 vol.
- 1890: Une élève de seize ans, J. Hetzel (Paris), Bibliothèque d'éducation et de récréation - Fleurs d’hiver, fruits d’hiver. Histoire de ma maison - Épis et bleuets
- 1898: Dernier travail, derniers souvenirs